# 써드 휠
《써드 휠》(영어: The Third Wheel)은 2002년 공개된 미국의 로맨틱 코미디 영화이다.

## 출연
- 루크 윌슨
- 데니즈 리처즈
- 제이 러코포
- 벤 애플렉
- 팀 디케이
- 데이비드 케크너
- 필 루이스
- 데버라 시커
- 니콜 설리번
- 맷 데이먼
- 로런 그레이엄
- 제프 갈린
- 멀리사 매카시

## 기타 제작진
- 협력 제작: 제프 베일리스, 마크 셰이버그
- 공동 제작: 루이스 G. 프리드먼
- 배역: 미셸 모리스
- 미술: 코스마스 A. 디미트리우
- 의상: 리사 에번스